# Mind (association)
Mind est une association caritative pour la santé mentale opérant en Angleterre et dans le pays de Galles. Fondée en 1946 en tant que « Association Nationale pour la santé mentale », elle a célébré son 70e anniversaire en 2016.
Mind offre des renseignements et des conseils aux personnes ayant des problèmes de santé mentale et fait pression sur les autorités gouvernementales et locales en leur nom. Elle s’attache aussi à augmenter la conscience et la compréhension publiques sur les problèmes concernant la santé mentale. Depuis 1982, elle décerne un prix annuel (Livre de l’année), en plus de trois autres prix.
Environ 130 associations locales Mind indépendantes assurent des services tels que l’aide à l’accès à des logements subventionnés, des régimes de soutien, des maisons de soins, des centres d’accueil et des groupes de pair-aidance et de pair-défense. Les associations locales Mind sont souvent très différentes en taille, en design et en personnalité. Une erreur commune est de croire qu’elles travaillent toutes selon la même politique et le même schéma. Mind est une référence nationale mais chaque association locale est unique, bien qu’elles aient toutes accepté de suivre une ligne éthique et des buts communs.

## Histoire
À l’origine, Mind s’appelait Association Nationale pour la santé, fondée en 1946 à partir de trois organismes volontaires assurant des services pour les personnes « émotionnellement perturbées ou mentalement handicapées ». Le nom Mind fut introduit en 1972.
L’Association Nationale pour la santé mentale fut formée par la fusion, à la fin de la Seconde Guerre mondiale, des trois organismes suivants : 
- Central Association for Mental Welfare (CAMW)
- National Council for Mental Hygiene (NCMH)
- Child Guidance Council (CGC)

Le NCMH était une organisation de psychiatres et de psychologues tandis que la CAMW rassemblait des représentants de différents horizons. Ils aidaient entre autres choses à la direction des institutions pour personnes handicapées mentalement et au développement des formations pour les professionnels de la santé mentale. Ils faisaient aussi partie du mouvement pour une hygiène sociale.
Les débuts de l’Association Nationale pour la santé mentale coïncida aussi avec le développement du National Health Service et de l’État-Providence britannique.
En 1969, plusieurs scientologues joignirent la NCMH et tentèrent de ratifier en tant que politique officielle une série de clauses concernant le traitement des patients en psychiatrie. Quand leur identité fut dévoilée, ils furent tous expulsés de l’organisation. En 1975, l’Église de Scientologie poursuivit en justice sans succès la NCMH.
Depuis 1992, Mind célèbre le Jour mondial de la santé mentale annuellement le 10 octobre.
Paul Farmer devint chef exécutif de Mind en 2006, il était jusqu’alors directeur des affaires publiques dans l’association caritative Rethink.
En 2008, l’association caritative Mental Health Media (anciennement Mental Health Film Council, fondée en 1963) fit fusion avec Mind.
Stephen Fry succéda à Melvyn Bragg en 2011 en tant que président de Mind.

## Campagnes
En plus de ses autres activités, Mind fait campagne pour le droit des gens qui éprouvent une détresse mentale. Les actuelles campagnes de Mind sont les suivantes :
- Taking care of business — attaquer le stress au travail ; cette campagne, lancée en mai 2010, cherche à faire des lieux de travail des endroits plus sains sur le plan de la santé mentale[6].
- Another assault — réduire le haut niveau de victimisation et de harcèlement éprouvé par les gens atteints de problèmes de santé mentale et leur réticence à rapporter des abus de la police sur leur personne.
- In the red : dette, pauvreté et santé mentale — explorer l’impact qu’une dette a sur la santé mentale.
- Our lives, our choices — Mind fait partie de la campagne nationale pour une vie indépendante. La campagne appelle à une refonte du système de soins de santé et des services sociaux.

De plus, Mind fait partie de la coalition Time to Change, en même temps que Rethink. Time to Change est une campagne lancée dans toute l’Angleterre pour faire cesser la discrimination visant les personnes atteintes de problèmes de santé mentale.
Mind fait campagne pour la participation en son sein d’ex-utilisateurs des services de santé mentale. Dans sa propre organisation, deux utilisateurs au moins de ces services doivent faire partie du comité exécutif de chaque Mind local. L’association gère aussi Mind Link, un réseau national d’utilisateurs de services, qui est représenté dans le Mind's Council of Management, son organe de décision suprême.
Pendant 30 ans, Mind a célébré la publication d’ouvrages fictionnels ou non fictionnels écrit par ou à propos des personnes atteintes de détresse mentale ou émotionnelle au travers du Mind Book of the Year Award.

## Financement

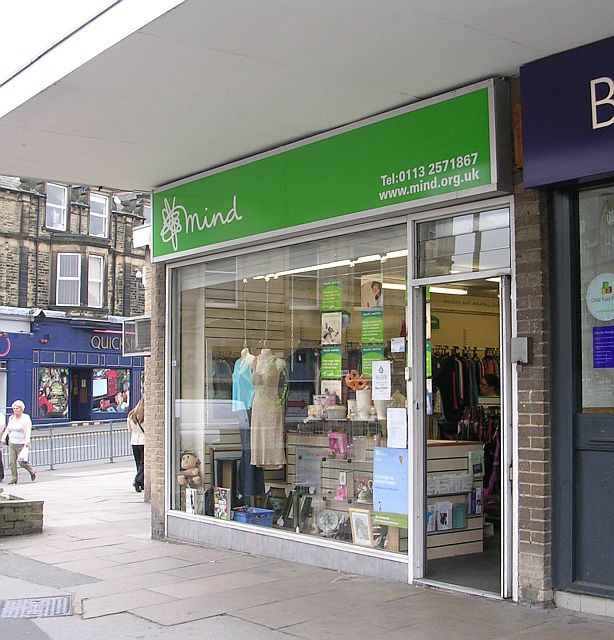
Magasin de charité à Lidget Hill

Mind accepte les dons, l’argent de sponsors et gère des magasins de charité à travers l’Angleterre et le Pays de Galles. Chaque Mind local est une association indépendante responsable de son propre financement, bien qu’elle reçoit des fonds de Mind pour certains projets. Le montant total des rentrées d’argent des associations locales en 2009 s’élevait à 25 millions de livres. Ce montant, combiné à celui de Mind national (25 millions), s’élève à 112 millions de livres. Certaines associations rapportent que la majorité de leur rentrée vient du gouvernement britannique par les fonds des gouvernements locaux et de la Sécurité Sociale (environ 74 %).
Mind affirme que, bien qu’elle accepte tous les dons en général, elle refuse l’argent des entreprises pharmaceutiques. Cette politique est imposée à tous les Mind locaux qui se voient refuser toute sponsorisation ou donation de la part de ces entreprises.